# Son Tae-Jin
Son Tae-Jin (Gyeongsan, 5 de mayo de 1988) es un deportista surcoreano que compitió en taekwondo. Participó en los Juegos Olímpicos de Pekín 2008, obteniendo una medalla de oro en la categoría de –68 kg.

## Palmarés internacional
| Juegos Olímpicos | Juegos Olímpicos | Juegos Olímpicos | Juegos Olímpicos |
| Año              | Lugar            | Medalla          | Categoría        |
| ---------------- | ---------------- | ---------------- | ---------------- |
| 2008             | Pekín (China)    | Medalla de oro   | –68 kg           |